# Piotr Woyna
Piotr Woyna herbu Trąby (zm. w marcu 1633 roku) – podstoli litewski w 1631 roku, starosta wołkowyski w 1626.
Poseł powiatu wołkowyskiego na sejm warszawski 1626 roku. Poseł na sejm 1627 roku i sejm nadzwyczajny 1629 roku. Był elektorem Władysława IV Wazy z województwa nowogródzkiego i województwa brzeskolitewskiego w 1632 roku.